# 圖波列夫 I-4 戰鬥機
图波列夫I-4 是一款苏联的雙翼单座战斗机。它是图波列夫設計局的其中一個產品，為帕维尔·苏霍伊的第一個設計，也是蘇聯第一個全金屬戰鬥机。

## 设计和发展
第一个原型製造出來後(設計編號為 安德烈·尼古拉耶维奇·图波列夫 5型戰鬥機 | ANT-5)，I-4重新设计了一个新的发动机整流罩來减少風阻，在上翼加上了火箭发射器以及一个较大的尾翼。下翼其實只是一个附件，作為机翼的支柱；在較後期的版本中，如I-4Z，下翼幾乎被移除掉(下翼長度大大缩短)，甚至在I-4bis版本，下翼被完全移除，變成了單翼機。

## 營運歷史
I-4被使用在Zveno計畫中，作為图波列夫 TB-1 轰炸机的機載機。總共有369架的I-4在西元1928到1933年為蘇聯效力。

## 变种
- ANT-5 ：原型.
- I-4 :单座的战斗机。
- I-4Z ：单座战斗机，下翼長度大幅縮短。
- I-4bis :单翼机版本(下翼完全移除)。
- I-4P :水上飞机版本。

## 用戶
蘇聯

- 苏联空军

## 规格
- 飛行員：一名
- 長度：7.27米
- 翼展：11.42米
- 高度：2.82米
- 翼面積：23.8平方公尺

- 空重：978公斤
- 載重：1,430公斤
- 發動機：一具M-22布利斯托土星（英语：Bristol Jupiter）徑向活塞引擎，可輸出343 kW（460 hp）

### 性能
- 最高速度：257公里/小時
- 航程：840公里
- 實用升限：7,655公尺(25000英尺)
- 爬升率：555公尺/每分鐘（1,820英尺/每分鐘）
- 翼負荷：60 kg/m²（12 lb/ft²）
- 推重比：0.25 kW/kg（0.15 hp/lb）

### 武器
- 2挺7.62 mm（英语：7.62 mm caliber）口徑機關槍

## 外部連結
- https://web.archive.org/web/20110605015707/http://www.aviation.ru/Tu/#ANT-5